# Martin Basedow

Martin Basedow

Martin Peter Friedrich Basedow (* 22. September 1829 in Dreckharburg, Niedersachsen; † 12. März 1902 in Adelaide, South Australia) war ein Schullehrer und -leiter, Bildungsminister, Journalist und Zeitungsverleger.

## Leben
Martin Basedow war der Sohn Christian Friedrich Basedows, einem Lehrer, und dessen Frau Helena Catherine. Ausgebildet wurde er von seinem Vater und am Gymnasium in Winsen. Als Lehrer unterrichtete er in Vierlande bei Hamburg. Basedow war unzufrieden mit seinem Einkommen als Lehrer und erhoffte sich eine Verbesserung durch Auswanderung nach Australien. Er legte mit der 500-Tonnen-Bark Pauline am 21. November 1847 in Bremen ab und kam am 31. März 1848 in Adelaide in South Australia an.
Im Jahr 1852 heiratete er Johanna Maria Kiesewetter in Tanunda. 1856 kamen auch seine Eltern und seine sieben Brüder und Schwestern nach South Australia. Als seine erste Frau im Jahr 1867 starb, heiratete er am 8. Februar 1868 die Witwe Anna Clara Helena Schrader († 1921). Basedow hatte elf Kinder. Herbert Basedow, eines seiner Kinder, wurde in Australien ein bekannter Geologe und Anthropologe. Als Martin Basedow 1902 starb, hinterließ er ein Vermögen von £ 14.000.

## Journalist und Zeitungsherausgeber
1863 gründete Basedow die Tanunda Deutsche Zeitung. Einige Jahre war er Miteigentümer und Rechnungsführer der Süd-Australische Zeitung. 1870 gab er dieser Zeitung mit Australische Deutsche Zeitung einen neuen Namen. 1874 zog er nach Adelaide. Dort verlegten er und sein Schwiegervater Carl Mücke diese Zeitung, verbunden mit der Regionalzeitung Süd-Australische Zeitung. Diese Zeitung wiederum wurde 1875 in Australische Zeitung umbenannt, damals die einzige deutschsprachige Zeitschrift in South Australia.

## Lehrer und Bildungspolitiker
Nach seiner Ankunft in South Australia fand Basedow lediglich eine Anstellung als Helfer auf einer Farm in der Region des Murray River. Am 5. August 1850 wurde sein Antrag auf Einwanderung positiv entschieden und im gleichen Jahr eröffnete er eine Schule lutherischen Glaubens in Tanunda. 1852 wurde er als Lehrer anerkannt und erhielt ein Jahresgehalt von £ 100 von der kolonialen Schulamtsverwaltung. Er hatte insgesamt acht Schüler in einer Klasse. Seine Schule erhielt vom zuständigen Schulinspektor große Anerkennung und wurde als beste deutsche Schule in der South Australia erkannt. Als er 1864 den Schuldienst quittierte, erhielt er eine offizielle Belobigung.
Ab 1865 war er zum Friedensrichter ernannt worden und von 1864 bis 1876 Vorsitzender des Tanduna District Council. 1864–1876 vertrat Basedow den Wahlbezirk Barossa im Unterhaus von South Australia.
Basedow wurde im Jahr 1868 Mitglied in einem Gremium, das die Aufgabe hatte ein Schulgesetz für South Australia zu formulieren. Er propagierte Ideen in der Schulbildung, die damals unüblich waren: Ein Schulbesuch müsse kostenfrei, obligatorisch für alle, stoffinhaltlich breit, menschlich und moralisch integer angelegt sein. Bei der Verbreitung seiner Vorstellung kam ihn seine journalistische und parlamentarische Erfahrung zugute. Seine Ansichten, insbesondere in der Bildungspolitik, wurden allgemein anerkannt und er war vom 10. März 1881 bis zum 24. Juni 1881 Bildungsminister. Martin Basedow strebte eine Verbesserung des Status und der Bezahlung von Lehrern an, was seiner Auffassung nach zu größerem Bildungserfolg führen würde. Das damals praktizierte Auswendiglernen hielt er für konterproduktiv. Er propagierte seine Vorstellung vom Lebenslangen Lernen. Die geringe Qualifikation der Lehrkräfte hätte zudem Schuld an der geringen Qualität der Ausbildung. Er griff auch die vorherrschende Idee an, dass die Erziehung von Arbeiterkindern eine öffentliche Gelderverschwendung sei. 1879 hatte er eine Gesetzesänderung eingereicht, die 1883 zur Gründung des Roseworthy Agricultural College führte, heute ein Fachbereich der Universität Adelaide. Er war das einzige parlamentarische Mitglied in der Kommission zur Erarbeitung von Bildungsgesetzen, die 1881 eingesetzt worden war. Basedow war Mitglied im Bildungsausschuss von 1887, der die Aufgabe hatte, die technische Ausbildung zu regeln. Im Jahr 1890 besuchte Martin Basedow Europa. 1891 präsentierte er South Australia anlässlich des Weltpostvereinkongresses in Wien, die sich mit Paketschiffen befasste. 1893 kehrte er wieder nach Australien zurück und war von 1894 bis 1900 für den Wahlkreis North Eastern District ins Legislative Council gewählt worden. In den Parlamenten trat er für die in Deutschland entwickelten sozialen Regelungen ein, die für Betroffene bei Krankheit, nach einem Unfall, bei Invalidität und für eine angemessene Alterssicherung galten. Sein Werk Lectures Workers' Insurance kam 1899 in Adelaide heraus. Damit versuchte er seine Ideen weiter zu verbreiten. Zur Wahl im Jahr 1900 trat er nicht mehr an, weil er sich im Zweiten Burenkrieg für die Buren einsetzte und nicht für die Engländer. Dies hatte ihn in der Öffentlichkeit unpopulär gemacht hatte.
Er setzte sich in South Australien für den Erhalt der deutschen Kultur ein, war Präsident und Verwalter des Deutschen Vereins, heute in Adelaide German Club in Adelaide genannt. Des Weiteren bekleidete er mehrere Posten als Direktor in privaten und öffentlichen Institutionen in Adelaide.